# Corte costituzionale federale
La Corte costituzionale federale (in tedesco: Bundesverfassungsgericht - BVerfG) è l'organo di giustizia costituzionale della Repubblica Federale di Germania. Ha sede nella città di Karlsruhe.

## Poteri
La Legge Fondamentale (così è denominata la Costituzione tedesca) le ha attribuito il diritto di annullare i provvedimenti legislativi che, seppur promulgati secondo le norme democratiche, vìolino i principi della Costituzione. È un organo di natura giurisdizionale formato da sedici giudici eletti per metà dai membri del Bundestag e per metà dal Bundesrat.
La Corte costituzionale federale non ha il potere d'intervenire d'ufficio, e i legittimati a presentare istanza alla Corte sono organi federali, il presidente federale, il Bundestag, il Bundesrat, il Governo federale o organi ad esso appartenenti, i deputati, nonché i governi dei Länder.
Essa interviene nei giudizi che hanno ad oggetto la separazione dei poteri garantita nella Legge Fondamentale.
Sono legittimati a presentare "ricorso costituzionale" i singoli cittadini che ritengano lesi i propri diritti fondamentali da parte di pubblici poteri. È organo esclusivo di interpretazione delle leggi costituzionali e per tutta la giurisdizione. Tutti i giudici hanno l'obbligo di ricorrere alla Corte costituzionale quando si trovino ad applicare una legge di cui ritengano dubbia la costituzionalità.
Il BVerfG gode di autorità e considerazione indiscusse e ha saputo conquistare la profonda fiducia dei cittadini ergendosi a "primo giudice" di questi ultimi, anche grazie alla previsione, fra le sue competenze, del ricorso costituzionale diretto (Verfassungsbeschwerde). Con la sua azione, ha rivestito un ruolo fondamentale nel bilanciamento dei poteri, nella garanzia dei diritti fondamentali, nella tutela delle minoranze politiche, nel rafforzamento del federalismo.

## Storia
È con la Costituzione di Francoforte (o Costituzione della Paulkirche, dal nome della chiesa protestante di San Paolo, a Francoforte sul Meno, dove ebbero luogo le sedute del primo parlamento democratico tedesco) del 1849 che si realizzò per la prima volta sul suolo tedesco il proposito di una compiuta giurisdizione costituzionale con l'istituzione di un Tribunale dell'Impero (Reichgericht) cui eran affidate una nutrita serie di competenze. Pur mai entrata in vigore, la costituzione del 1849 costituì un passaggio di basilare importanza ai fini del successivo sviluppo della codificazione costituzionale. La Costituzione tedesca del 1871 invece non previde alcun modello di giurisdizione costituzionale.
La costituzione di Weimar (1919), pur non caratterizzandosi per la realizzazione di un disegno organico di giustizia costituzionale, istituì una Corte statale di giustizia per il Reich tedesco (Staatsgerichtshof für das Deutsche Reich), con competenze limitate (era assente la previsione del controllo di costituzionalità delle leggi). La Legge Fondamentale del 1949 contemplò (art. 93 GG) un Tribunale costituzionale federale che, rispetto alla Corte di giustizia weimariana, aveva competenze più ampie e pregnanti, tanto da divenire vero custode della Costituzione (Hüter der Verfassung). Gli artt. 93 e 100 GG ne delinearono la competenza; l'art. 94,1° comma, GG riservò la nomina dei giudici costituzionali a organi politici.
I costituenti scelsero peraltro di non risolvere una serie di questioni aperte e dibattute demandando a una successiva legge ordinaria la definizione della struttura e del procedimento (art. 94, 2°comma, GG). La legge sul Tribunale costituzionale federale (Bundesverfassungsgerichtsgesetz - BVerfGG) fu promulgata il 12 marzo 1951 e, nel settembre dello stesso anno, il Tribunale costituzionale federale iniziò la sua attività.

## Stato e struttura del Tribunale

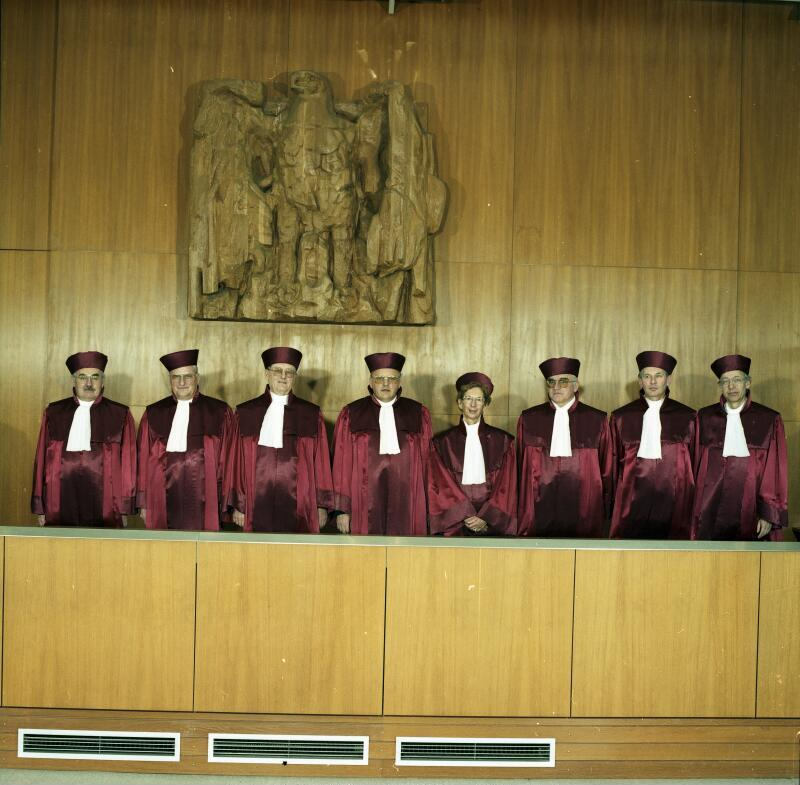
Primo senato nel 1989

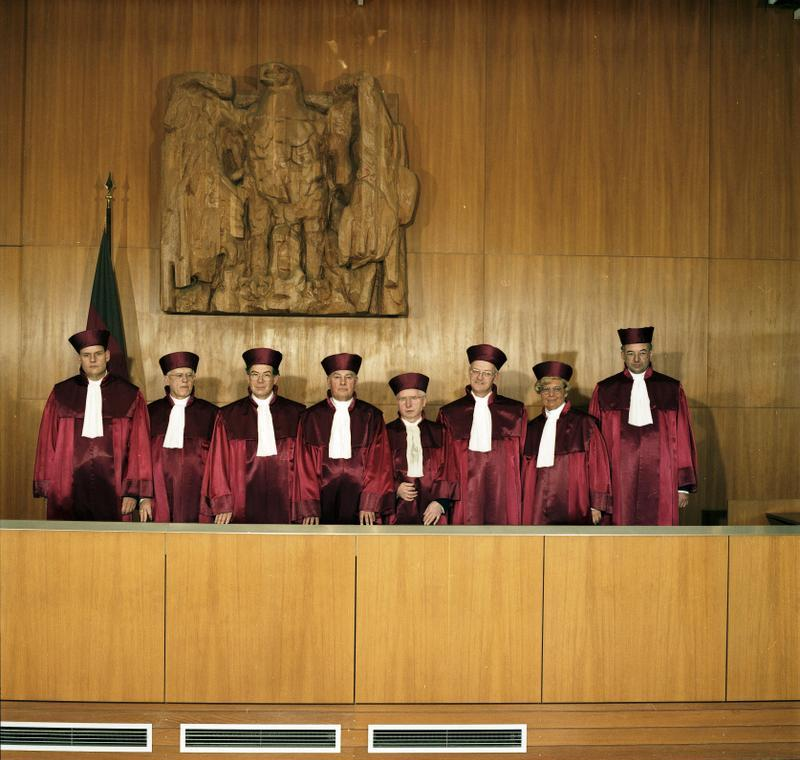
Secondo senato nel 1989

Il § 1, 1° comma, BVerfGG definisce quest'ultimo come "Corte di giustizia della Federazione, separata e indipendente da tutti gli altri organi costituzionali". Viene pertanto affermata la doppia qualificazione di organo giurisdizionale e organo costituzionale. Il Tribunale non è soggetto a direzione o controllo da parte di un ministero e può intrattenere rapporti diretti e paritari con gli altri organi costituzionali. In coerenza con il proprio rango costituzionale, al Tribunale è garantita autonomia di amministrazione e di bilancio.
La composizione del Tribunale si articola in due sezioni, o senati (Senate), indipendenti e di uguale autorità, di 8 giudici ciascuna pienamente rappresentative del BverfG. I senati sono a loro volta divisi in camere (Kammern), le quali sono commissioni interne di tre membri ciascuna le cui pronunce sono imputabili direttamente al Tribunale costituzionale federale. Il Plenum è invece l'organo formato da tutti i giudici in seduta congiunta. Esso ha il compito di dirimere i contrasti interpretativi tra le due sezioni e di regolarne le competenze.

### Giudici: nomina e posizione
La nomina dei 16 giudici compete per metà al Bundestag (il parlamento federale) e per metà al Bundesrat (la camera che rappresenta i Länder). Il Bundestag designa i giudici di propria competenza attraverso un comitato di 12 grandi elettori, di cui fanno parte parlamentari eletti dalla medesima camera con metodo proporzionale, che delibera con la maggioranza dei due terzi dei voti. Il Bundesrat designa i giudici di propria competenza, su proposta di una apposita commissione, attraverso il voto pubblico e diretto dell'intero consesso espresso con una maggioranza di due terzi. I requisiti per l'elettorato passivo richiedono l'età di 40 anni, la cittadinanza tedesca, l'eleggibilità al Bundestag, la qualifica di magistrato o avvocato. È stabilito che almeno tre dei componenti di ogni Senat provengano dai ranghi delle supreme magistrature federali.
I giudici costituzionali sono differenti, per posizione e disciplina, da ogni altro giudice.
La durata della carica è fissata a 12 anni, ma termina comunque al raggiungimento dell'età di 68 anni; è esclusa la rielezione; alla scadenza del mandato il giudice continua a esercitare in regime di prorogatio. Il presidente del Tribunale costituzionale federale e il suo vice sono scelti tra gli altri giudici dal Bundestag e dal Bundesrat (una volta ciascuno) e presiedono le due sezioni. Il presidente ha compiti essenzialmente di rappresentanza e di organizzazione. Può convocare il Plenum e condurne le sedute. È membro della commissione deputata a risolvere conflitti di competenza tra le due sezioni e, in caso di parità, il suo voto è decisivo. Al contrario, il suo voto non è decisivo quando presiede un Senat. Egli necessita dell'assenso del relatore per i comunicati stampa relativi a una decisione e di quello del vicepresidente per esprimere opinioni generali.
Il giudice costituzionale non è soggetto ad alcun potere gerarchicamente sovraordinato e gli è riconosciuta piena libertà di coscienza e di scelta. Esso è inamovibile, eccettuati i casi di inidoneità permanente o di gravi violazioni dei doveri d'ufficio verificati dal Plenum, cui spetta pure di decidere sul giudizio di accusa intentato dal Bundestag ai sensi dell'art. 98 GG. Il Plenum delibera in queste ipotesi con la maggioranza dei due terzi. Rappresentano cause di incompatibilità con la funzione ogni genere di incarico politico e attività professionale diversa dalla docenza universitaria. Rappresentano causa di astensione o ricusazione l'essere parte in causa, l'esistenza di rapporti di parentela con le parti o l'aver svolto attività professionale con riferimento alla stessa questione oggetto del giudizio. Al contrario, non costituiscono cause di astensione e ricusazione le circostanze relative allo stato civile, alla professione, alla provenienza, all'appartenenza a un partito politico né la manifestazione di opinioni scientifiche su una questione di diritto rilevante per la causa e la partecipazione al procedimento legislativo.

## Funzionamento
Il senato è correttamente costituito con la presenza di almeno 6 giudici. La decisione è adottata con la maggioranza semplice dei giudici che hanno partecipato alla discussione. In caso di parità dei voti, tenuto conto che quello del presidente è ininfluente, è previsto che non possa essere dichiarata alcuna violazione della costituzione. Sono contemplate ipotesi di maggioranze qualificate. I Senati deliberano invece all'unanimità quando si tratti di respingere un'istanza o un ricorso diretto per inammissibilità o manifesta infondatezza.
Tra i due Senate esiste una ripartizione delle competenze che, di massima, attribuisce al primo la tutela dei diritti fondamentali dei cittadini attraverso l'esame del Verfassungsbeschwerde e il controllo di legittimità delle norme (Normenkontrollverfahren), al secondo l'onere di pronunciarsi sui conflitti tra poteri e organi (Staatsgerichtsbarkeit).
A causa però dell'enorme mole di lavoro, causata in particolare dall'immenso numero di ricorsi individuali, si è avvertita l'esigenza di una maggiore flessibilità nel ripartire i carichi di lavoro tra le due sezioni, con il risultato che entrambi i Senati vantano una competenza generale e paritaria. Le camere hanno il compito di alleggerire l'attività di ogni Senato. Esse possono infatti decidere (all'unanimità) da un lato, l'inammissibilità di questioni di legittimità sollevate in via incidentale quando l'istanza non sia proposta dalle corti costituzionali dei Länder o da supreme magistrature federali, dall'altro, la non accettazione di ricorsi costituzionali diretti inammissibili o manifestamente infondati o l'accoglimento di ricorsi costituzionali manifestamente fondati. La scelta di definire nelle Kammern la maggior parte dei procedimenti è stata oggetto di pesanti critiche. Il pericolo è quello di una notevole differenziazione dei livelli di elaborazione della giurisprudenza costituzionale.

## Voto dissenziente
Previsto dal § 30, 2° comma, BVerfGG, si tratta di un istituto tipico dei sistemi giuridici del common law, ovvero l'attribuzione ai giudici costituzionali della facoltà di esprimere una opinione dissenziente, o voto particolare (Sondervotum). È previsto che il giudice, che nel corso del procedimento abbia constatato l'esistenza di un dissenso con gli altri giudici, ne dia immediata comunicazione al Senat di appartenenza. Egli ha poi tre mesi di tempo (prorogabili) dalla redazione della decisione per trasmettere al Presidente la propria opinione dissenziente. Quest'ultima sarà poi pubblicata insieme alla decisione con l'indicazione del nome del giudice dissenziente. La decisione di formalizzare all'esterno il proprio dissenso è comunque per il giudice facoltativa. Egli può anche limitarsi al semplice voto contrario e il Senato può anche decidere di non rendere noto il risultato numerico della votazione. L'opinione dissenziente, pur non avendo alcuna efficacia giuridica, gode spesso di enorme considerazione e si pone sia come un rilevante fattore di influenza (con la dottrina) nei confronti della successiva giurisprudenza costituzionale sia come occasione di dibattito scientifico.

## Competenze
Le competenze del Tribunale costituzionale federale sono elencate dalla Legge Fondamentale. Peraltro è riconosciuta al legislatore ordinario una facoltà di integrazione in materia. Esse sono:
1. il controllo astratto di costituzionalità delle norme federali o regionali (abstrakte Normenkontrolle), di cui all'art. 93, comma 1, n. 2 GG;
2. il controllo concreto di costituzionalità delle norme federali o regionali (konkrete Normenkontrolle), di cui all'art. 100, comma 1, GG;
3. il ricorso costituzionale diretto individuale (Verfassungsbeschwerde) a tutela dei diritti fondamentali nei confronti del pubblico potere, di cui all'art. 93, comma 1, n. 4a, GG;
4. i conflitti tra organi dello stato (Organstreitigkeiten), di cui all'art. 93, comma 1, n. 1, GG;
5. i conflitti federali tra Bund (federazione) e Länder (Stati federali), tra Länder o all'interno di un Land di cui all'art. 93, comma 1, n. 3 e 4, GG;
6. il giudizio sulla messa in stato d'accusa del presidente federale, di cui all'art. 61 GG;
7. il giudizio nei confronti dei giudici federali per violazione dei princìpi della Legge fondamentale o dell'ordinamento costituzionale di un Land, di cui all'art. 98, comma 2, GG;
8. il procedimento di decadenza dai diritti fondamentali, di cui all'art. 18 GG;
9. la valutazione sulla incostituzionalità di un partito politico, di cui all'art. 21, comma 2, GG[4];
10. il ricorso contro le pronunce del Bundestag circa la verifica delle elezioni e il mantenimento della qualità di deputato, di cui all'art. 41, comma 2, GG;
11. l'accertamento dell'appartenenza di una norma di diritto internazionale al sistema del diritto federale e della sua efficacia diretta nei confronti del singolo, di cui all'art. 100, comma 2, GG;
12. la decisione in merito ai contrasti che, sull'interpretazione della Legge Fondamentale, possano sorgere tra il Tribunale costituzionale federale e il Tribunale costituzionale di un Land o tra i Tribunali costituzionali di Länder diversi, di cui all'art. 100, comma 3, GG;
13. le controversie relative alla sopravvivenza di leggi anteriori come diritto federale, di cui all'art. 126 GG.

## Sentenze
La BVerfG regola in maniera dettagliata dispositivo ed effetti delle decisioni. Queste sono inoppugnabili e vincolanti per tutti gli organi dello Stato. Il contenuto di ogni sentenza è determinato in concreto dallo scopo che essa persegue e dal procedimento in cui essa è adottata.
Relativamente al procedimento sui conflitti tra organi,
(§ 67 BVerfGG)
Analoga disciplina si applica al procedimento sui conflitti tra Federazione e Länder. Sarà bene precisare che la sentenza in questo tipo di procedimento non pone direttamente in capo agli organi interessati l'obbligo giuridico di conformarsi. La sentenza si limita ad accertare la violazione di una disposizione della Legge Fondamentale. Ma l'autorità indiscussa di cui gode il Tribunale e lo stesso spirito della Legge Fondamentale garantiscono nella realtà concreta il pronto adeguamento degli organi interessati.
In sede di controllo astratto e concreto delle norme, e di ricorso costituzionale diretto contro una legge, il Tribunale può pronunciare decisioni di accoglimento o di rigetto.
A tutte le decisioni la dottrina riconosce la capacità di esplicare effetti di giudicato (Rechtskraft), sia in senso formale (irrevocabilità e non impugnabilità della decisione) che materiale (divieto per ogni altro giudice di prendere decisioni divergenti nel merito del giudizio, salvo successive modifiche dei contesti normativi e fattuali della normativa oggetto del giudizio). Con l'accoglimento del ricorso il Tribunale dichiara la nullità ex tunc delle norme costituzionalmente illegittime. La sentenza è pubblicata nel Bollettino ufficiale federale e ha forza di legge erga omnes. Contro una sentenza penale passata in giudicato che si fonda su una norma incostituzionale dichiarata nulla oppure su una norma interpretata in violazione della Legge Fondamentale, è ammissibile la riapertura del procedimento secondo le relative norme del codice di procedura penale. Tutte le altre sentenze definitive sono invece intangibili (Bestandskraft) e continuano a produrre effetti.
In alternativa alla dichiarazione di nullità e al fine di evitare alcuni effetti controproducenti sulla certezza del diritto e sulla stabilità delle situazioni individuali coinvolte, il Tribunale ha escogitato ulteriori formule della decisione aggirando l'efficacia ex tunc delle sentenze di nullità. La dichiarazione di incompatibilità di una norma con la costituzione (Verfassungswidrigerklärung) sortisce effetti che variano a seconda del caso concreto, ma generalmente il Tribunale concede un periodo di transizione con un invito al legislatore ad adoperarsi per rimuovere l'incompatibilità (Appellentscheidung).
Possono essere nel frattempo disposti sia la sospensione del giudizio in corso sia la limitazione dell'applicazione della norma contestata. Ulteriori varianti di decisioni possibili sono quelle che dichiarano la "legge ancora conforme a Costituzione" (Unvereinbarerklärung), con un appello al legislatore a rimuovere le cause di una possibile incostituzionalità futura, e quelle che, tra le tante possibili, individuano "l'interpretazione costituzionalmente conforme a Costituzione" (Verfassungskonforme Auslegung) negando la legittimità delle altre. Infatti, se il giudice remittente ritiene la norma incostituzionale e invece il Tribunale costituzionale, alla luce di un'altra interpretazione, la ritiene conforme a costituzione, allora il rispetto per il legislatore democraticamente eletto impone di conservare la legge, tuttavia con la riserva che l'interpretazione conforme a costituzione sia ritenuta vincolante.